# 打ち上げ脱出システム

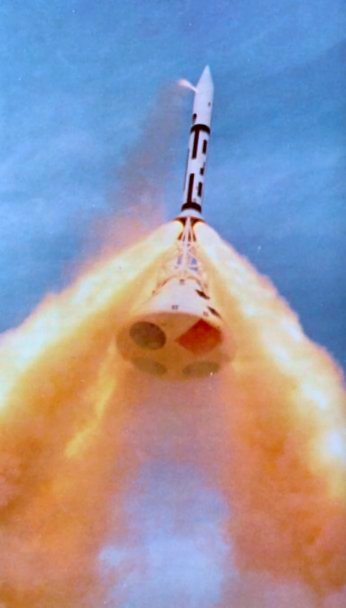
LESの発射試験（アポロPAT-1）

打ち上げ脱出システム（うちあげだっしゅつシステム、Launch Escape System: LES または Launch Abort System: LAS）とは、ロケットの打ち上げ失敗時に有人宇宙船の乗員モジュールを離脱させる機構である。たとえば爆発の危機など、乗員に差し迫った脅威がある緊急時に、打ち上げロケットから乗員モジュールを瞬時に離脱させることを目的とする。
複数の方式が存在するが、中でも乗員モジュールの先端に取り付けられる脱出ロケットと呼ばれる形式が、アポロ宇宙船やソユーズ宇宙船はじめ広く使用されてきた。脱出ロケットは乗員モジュールの上に取り付けられ、ロケットエンジンの噴流が乗員モジュールに当たらないように角度が付けられた分離ノズルとなっていることが特徴である。乗員モジュールの上に立つ塔のような形態のものには、打ち上げプロセスを中断して作動させることから「アボートタワー」という通称がある。

## 脱出ロケット

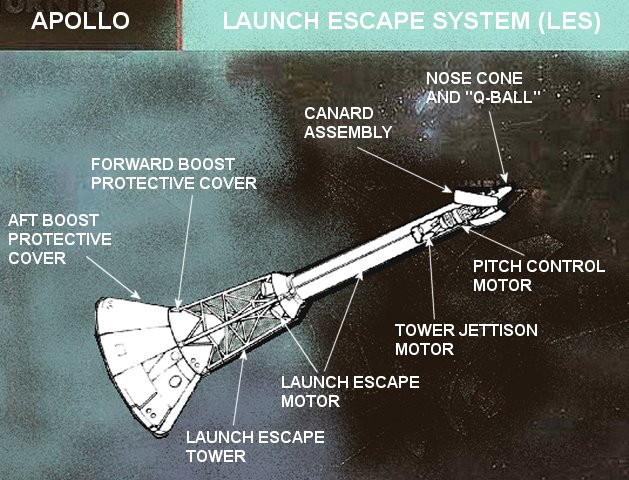
アポロ宇宙船の打ち上げ脱出システム

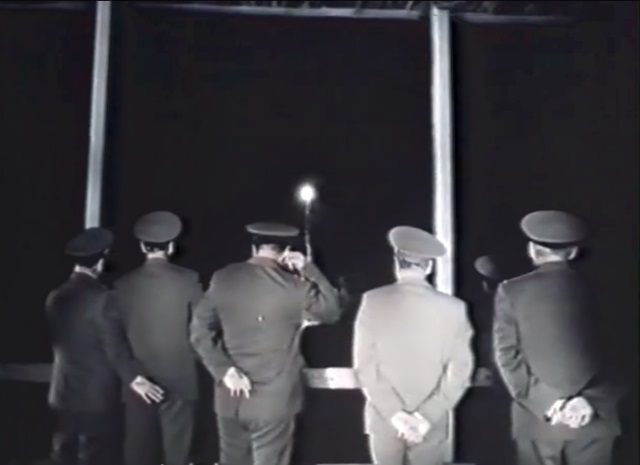
炎上するロケットから脱出するソユーズT-10-1号のカプセル。これは試験や誤発射以外で脱出ロケットが用いられた初の例である。

脱出ロケットはアメリカのマーキュリー計画やアポロ計画の宇宙船で使われていた。ロシアのソユーズ宇宙船では今も使われている。実際に人が乗った有人宇宙機での作動例は2018年現在、1983年9月26日のソユーズT-10-1と2018年10月11日のソユーズMS-10の二例しかない。ソユーズT-10-1では、打ち上げの直前に発生した火災によりロケットが爆発する数秒前に、脱出ロケットで乗員カプセルが離脱し安全な場所まで到達した。この脱出時に乗員が受けた加速は、14から17Gが5秒間であった。伝えられるところによると、カプセルは高度2,000mまで達し、発射台から4kmの地点に着地したとのことである。ソユーズMS-10では、打ち上げ約90秒後に第1段を分離する際に、第1段と第2段が接触して第2段が破損したためロケットが落下し始めたことから打ち上げが中断された。この段階ではロケット先端の脱出ロケットは既に廃棄されていたが、フェアリングに搭載された脱出用ロケットが作動。カプセルは最大で高度93kmに到達し、発射から19分41秒後に射点から約400km離れたジェズカズガン東方20kmの地点に着地した。
スペースシャトルの後継機として開発されている新しいオリオン宇宙船でも、脱出ロケットシステムが採用されている。
また、商業有人宇宙船であるスペースX社のドラゴン2、開発中のボーイング社CST-100でもLASが装備されるが、これは従来使われていた頂部に装備した固体ロケットで引っ張り上げる牽引式 (tractor rocket) ではなく、宇宙機の下側に装備した液体ロケットで押し上げるタイプ (pusher system) となる。この方式の利点は、通常は投棄されることになる使用しなかった推進薬を軌道上での推進などにも使う事が出来るため効率が良いという点にある。ただし、点火直後の姿勢を制御するのが難しいという問題もあり、コンピュータの能力向上が必要だった。また過去に採用されなかった理由は液体ロケットは推力を急激に立ち上げるのが難しかった事が大きいが、近年のロケット技術開発によりこの問題は解決された
。
宇宙機の下側に装備した液体ロケットで押し上げるタイプ (pusher system) の飛行検証は、2009年7月にMLAS (Max Launch Abort System) 飛行試験で行われた。

## 射出座席
ロシアのボストークとアメリカのジェミニ計画の宇宙船では、ともに射出座席を使う設計だった。欧州宇宙機関のエルメスとロシアのブランでも、常に乗員を乗せて打ち上げられるのであれば、射出座席を採用していただろう。ソユーズT-10-1で示されたように、LESは発射台から乗員区画を、パラシュートが開くのに充分な高度まで運べる必要がある。必然的に、LESでは強力な固体ロケットを使わざるを得ず、大きくて重いものとなる。射出座席の方がより軽く、地球への帰還途中にも使える可能性があることから、可能であれば宇宙船の設計者はそちらを使うように設計したいだろう。しかし、独立した座席とそれぞれに脱出ハッチが必要となるため、乗員の多い宇宙船では射出座席は実用的ではない。
スペースシャトルでは、初期の「試験飛行」では射出座席を装備していたが、マッハ3以下の速度でしか使用できないなどの問題があり実用段階になると取り外されてしまった。チャレンジャー号爆発事故の後、残りのオービタにはサイドハッチを吹き飛ばし乗員がパラシュート降下できるように改良が加えられたが、この方法はオービターが高度6km以下を滑空している状況でしか使用できず、打ち上げ段階での脱出手段は依然として用意されない状況であった。